# Шо ан Брес
Шо ан Брес (фр. Chaux-en-Bresse) насеље је и општина у источној Француској у региону Франш-Конте, у департману Јура која припада префектури Доле.
По подацима из 2011. године у општини је живело 33 становника, а густина насељености је износила 16,1 становника/km². Општина се простире на површини од 2,05 km². Налази се на средњој надморској висини од 240 метара (максималној 223 m, а минималној 195 m).

## Демографија
| 1962. | 1968. | 1975. | 1982. | 1990. | 1999. | 2011. |
| ----- | ----- | ----- | ----- | ----- | ----- | ----- |
| 41    | 44    | 30    | 39    | 38    | 36    | 33    |

График промене броја становника у току последњих година